# 12.º Distrito Congressional da Califórnia

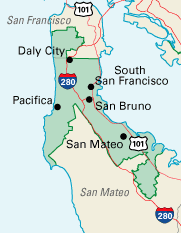
Localização do 12 ° Distrito Congressional da Califórnia

O 12º Distrito Congressional da Califórnia (em inglês:  California's 12th congressional district) é um dos 53 Distritos Congressionais do Estado norte-americano da Califórnia, segundo o censo de 2000 sua população é de 639.088 habitantes, a renda per capita é de 70,307 dólares.